# 2006年の映画/1月
- 7日
  - 銀色の髪のアギト（ 日本）
  - 輪廻（ 日本）
  - 世界は彼女のためにある（ 日本）
- 14日
  - プルーフ・オブ・マイ・ライフ（ アメリカ合衆国）
  - スタンドアップ （ アメリカ合衆国）
  - スパングリッシュ 太陽の国から来たママのこと （ アメリカ合衆国）
  - スパイモンキー（ カナダ）
  - プライドと偏見（ イギリス）
  - ホテル・ルワンダ（ イギリス・ イタリア・ 南アフリカ共和国）
  - グレート・ビギン（ フランス）
  - 赤ちゃんの逆襲（ フランス）
  - 僕と未来とブエノスアイレス（ アルゼンチン・ フランス・ イタリア・ スペイン）
  - THE 有頂天ホテル（ 日本）
  - カミュなんて知らない（ 日本）
  - コアラ課長（ 日本）
  - ガッツ伝説 愛しのピット・ブル（ 日本）
  - ギミー・ヘブン（ 日本）
  - 妄想少女（ 日本）
- 17日
  - ダウン・イン・ザ・バレー（ アメリカ合衆国）
- 21日
  - レジェンド・オブ・ゾロ（ アメリカ合衆国）
  - 僕のニューヨークライフ （ アメリカ合衆国・ フランス・ オランダ・ イギリス）
  - イノセント・ボイス 12歳の戦場（ メキシコ）
  - タブロイド（ メキシコ・ エクアドル）
  - 春田花花幼稚園 マクダルとマクマグ（ 香港）
  - 博士の愛した数式（ 日本）
  - 天使（ 日本）
  - あおげば尊し（ 日本）
  - MAMAN（ 日本）
  - 晴れたらポップなボクの生活（ 日本）
  - たべるきしない（ 日本）
  - ブラックキス（ 日本）
- 28日
  - フライトプラン（ アメリカ合衆国）
  - ライズ（ アメリカ合衆国）
  - マイ・アーキテクト/ルイス・カーンを探して（ アメリカ合衆国）
  - 悪魔の棲む家（ アメリカ合衆国）
  - 沈黙の追撃（ アメリカ合衆国）
  - オリバー・ツイスト（ イギリス・ チェコ・ フランス・ イタリア）
  - 白バラの祈り ゾフィー・ショル、最期の日々 ( ドイツ)
  - 単騎、千里を走る。（ 中国・ 日本）
  - B型の彼氏（ 韓国）
  - ピーナッツ（ 日本）
  - 最終兵器彼女（ 日本）
  - TAKI183（ 日本）
  - ミラーマンREFLEX（ 日本）
  - エリ・エリ・レマ・サバクタニ（ 日本）
  - スキージャンプ・ペア Road to TORINO 2006（ 日本）
  - 楽園 -流されて-（ 日本）
  - 三年身籠る（ 日本）